# Champ Car World Series 2005

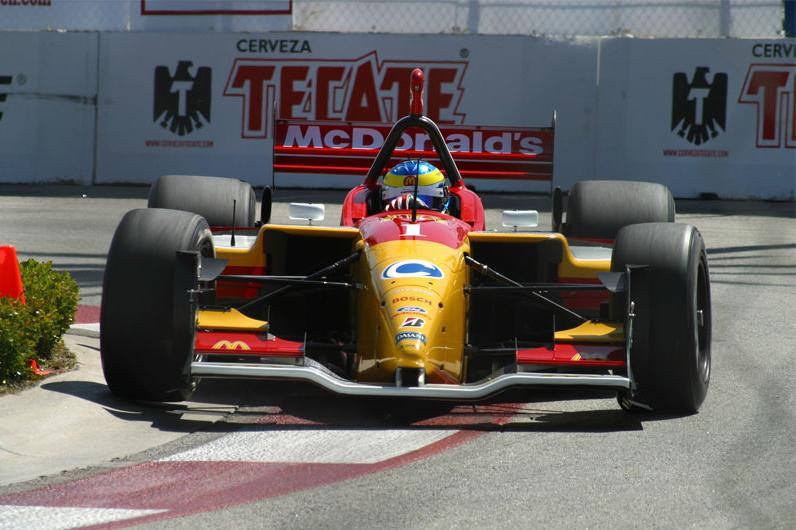
Sébastien Bourdais, titré en Champ Car pour la deuxième année consécutive.

Le championnat 2005 de Champ Car a été remporté par le Français Sébastien Bourdais.

## Engagés
| Écurie                  | N°   | Pilote                                                                 |
| ----------------------- | ---- | ---------------------------------------------------------------------- |
| Newman/Haas Racing      | 1    | Sébastien Bourdais                                                     |
| Newman/Haas Racing      | 2    | Bruno Junqueira Oriol Servià                                           |
| Forsythe Racing         | 3    | Paul Tracy                                                             |
| Forsythe Racing         | 7    | Mario Domínguez                                                        |
| RuSPORT                 | 9    | Justin Wilson                                                          |
| RuSPORT                 | 10   | A. J. Allmendinger                                                     |
| PKV Racing              | 12   | Jimmy Vasser                                                           |
| PKV Racing              | 21   | Cristiano da Matta                                                     |
| PKV Racing              | 52   | Jorge Goeters                                                          |
| Team Australia          | 5    | Marcus Marshall                                                        |
| Team Australia          | 5/25 | Will Power                                                             |
| Team Australia          | 15   | Alex Tagliani                                                          |
| Team Australia          | 25   | Charles Zwolsman                                                       |
| Rocketsports Racing     | 8    | Timo Glock                                                             |
| Rocketsports Racing     | 31   | Ryan Hunter-Reay Michael McDowell                                      |
| CTE Racing-HVM          | 4    | Björn Wirdheim Fabrizio del Monte                                      |
| CTE Racing-HVM          | 50   | Homero Richards                                                        |
| CTE Racing-HVM          | 55   | Ronnie Bremer Alex Sperafico Rodolfo Lavín                             |
| Dale Coyne Racing       | 11   | Ricardo Sperafico                                                      |
| Dale Coyne Racing       | 19   | Oriol Servià Michael Valiante Tarso Marques Ryan Dalziel Ronnie Bremer |
| Jensen Motorsport       | 41   | Fabrizio del Monte                                                     |
| Mi-Jack Conquest Racing | 27   | Andrew Ranger                                                          |
| Mi-Jack Conquest Racing | 34   | Nelson Philippe                                                        |

## Courses 2005
| N° | Date         | Épreuve                | Vainqueur          | Écurie             |
| -- | ------------ | ---------------------- | ------------------ | ------------------ |
| 1  | 14 avril     | GP de Long Beach       | Sébastien Bourdais | Newman/Haas Racing |
| 2  | 22 mai       | GP de Monterrey        | Bruno Junqueira    | Newman/Haas Racing |
| 3  | 4 juin       | GP de Milwaukee        | Paul Tracy         | Forsythe Racing    |
| 4  | 19 juin      | GP de Portland         | Cristiano da Matta | PKV Racing         |
| 5  | 26 juin      | GP de Cleveland        | Paul Tracy         | Forsythe Racing    |
| 6  | 10 juillet   | GP de Toronto          | Justin Wilson      | RuSPORT            |
| 7  | 17 juillet   | GP d'Edmonton          | Sébastien Bourdais | Newman/Haas Racing |
| 8  | 31 juillet   | GP de San José         | Sébastien Bourdais | Newman/Haas Racing |
| 9  | 14 août      | GP de Denver           | Sébastien Bourdais | Newman/Haas Racing |
| 10 | 28 août      | GP de Montréal         | Oriol Servia       | Newman/Haas Racing |
| 11 | 24 septembre | GP de Las Vegas        | Sébastien Bourdais | Newman/Haas Racing |
| 12 | 23 octobre   | GP de Surfers Paradise | Sébastien Bourdais | Newman/Haas Racing |
| 13 | 6 novembre   | GP de Mexico           | Justin Wilson      | RuSPORT            |

## Classement du championnat
| Classement | Pilote              | Pays        | Écurie                                  | Nombre de points |
| ---------- | ------------------- | ----------- | --------------------------------------- | ---------------- |
| 1er        | Sébastien Bourdais  | France      | Newman/Haas Racing                      | 348              |
| 2e         | Oriol Servia        | Espagne     | Dale Coyne Racing et Newman/Haas Racing | 298              |
| 3e         | Justin Wilson       | Royaume-Uni | RuSPORT                                 | 265              |
| 4e         | Paul Tracy          | Canada      | Forsythe Racing                         | 246              |
| 5e         | A.J. Allmendinger   | États-Unis  | RuSPORT                                 | 227              |
| 6e         | Jimmy Vasser        | États-Unis  | PKV Racing                              | 217              |
| 7e         | Alexandre Tagliani  | Canada      | Team Ausralia                           | 207              |
| 8e         | Timo Glock          | Allemagne   | Rocketsports                            | 202              |
| 9e         | Mario Dominguez     | Mexique     | Forsythe Racing                         | 198              |
| 10e        | Andrew Ranger       | Canada      | Conquest Racing                         | 140              |
| 11e        | Cristiano da Matta  | Brésil      | PKV Racing                              | 139              |
| 12e        | Ronnie Bremer       | Danemark    | CTE-HVM Racing et Dale Coyne Racing     | 139              |
| 13e        | Nelson Philippe     | France      | Conquest Racing                         | 117              |
| 14e        | Bjorn Wirdheim      | Suède       | CTE-HVM Racing                          | 115              |
| 15e        | Ryan Hunter-Reay    | États-Unis  | Rocketsports                            | 110              |
| 16e        | Marcus Marshall     | Australie   | Team Australia                          | 104              |
| 17e        | Ricardo Sperafico   | Brésil      | Dale Coyne Racing                       | 92               |
| 18e        | Rodolfo Lavin       | Mexique     | CTE-HVM Racing                          | 72               |
| 19e        | Bruno Junqueira     | Brésil      | Newman/Haas Racing                      | 59               |
| 20e        | Alexandre Sperafico | Brésil      | CTE-HVM Racing                          | 24               |
| 21e        | Michael McDowell    | États-Unis  | Rocketsports                            | 19               |
| 22e        | Will Power          | Australie   | Team Australia                          | 17               |
| 23e        | Ryan Dalziel        | Royaume-Uni | Dale Coyne Racing                       | 13               |
| 24e        | Michael Valiante    | Canada      | Dale Coyne Racing                       | 10               |
| 25e        | Tarso Marques       | Brésil      | Dale Coyne Racing                       | 10               |
| 26e        | Fabrizio del Monte  | Italie      | Jensen Motorsports                      | 10               |
| 27e        | Charles Zwolsman    | Pays-Bas    | Team Australia                          | 8                |
| 28e        | Homero Richards     | Mexique     | CTE-HVM Racing                          | 5                |
| 29e        | Jorge Goeters       | Mexique     | PKV Racing                              | 3                |

## Données techniques
- Propulsion
  - Moteur : Ford-Cosworth XFE
  - Type : Turbocompressé
  - Puissance : 750 ch
  - Régime maximal : 12 000 tours par minute
  - Angle : 75°
  - Nombre de cylindres : 8
  - Nombre de soupapes : 32
  - Poids : 120 kg
  - Longueur : 539 mm
  - Électronique : Cosworth
  - Carburant : Méthanol

- Boîte de vitesses
  - Boîte : Lola
  - Nombre de vitesse : 6 ou 7
  - Type : séquentielle à levier
  - Comprend aussi : marche arrière et point mort

- Châssis
  - Châssis : Lola B2/00
  - Matériel : Fibre de carbone
  - Freins : Brembo en acier 32,8 cm par 2,8 cm
  - Roues : OZ ou BBS – avant : 38 cm par 25 cm, arrière : 38 cm par 36 cm
  - Empattement : 305 cm
  - Longueur totale : 498 cm
  - Largeur totale : 203 cm
  - Poids minimal : 710 kg sans pilote (699 kg sur super ovale)

- Pneus
  - Pneus : Bridgestone Potenza
  - Type : « slick »
  - Largeur avant : 25 cm
  - Largeur arrière : 36 cm